# Sebastián Báez
Sebastián Báez (Buenos Aires, 28 dicembre 2000) è un tennista argentino.
In singolare ha vinto sette titoli nel circuito maggiore, tra cui due volte l’ ATP 500 di Rio (nel 2024 e nel 2025), diversi altri nei circuiti minori e il suo miglior ranking ATP è stata la 18ª posizione nel giugno 2024.
È stato il nº 1 al mondo tra gli juniores, categoria in cui ha raggiunto la finale in singolare all'Open di Francia 2018 e ha vinto quello stesso anno la medaglia d'oro in doppio ai Giochi olimpici giovanili. Ha esordito nella squadra argentina di Coppa Davis nel 2022.

## Carriera

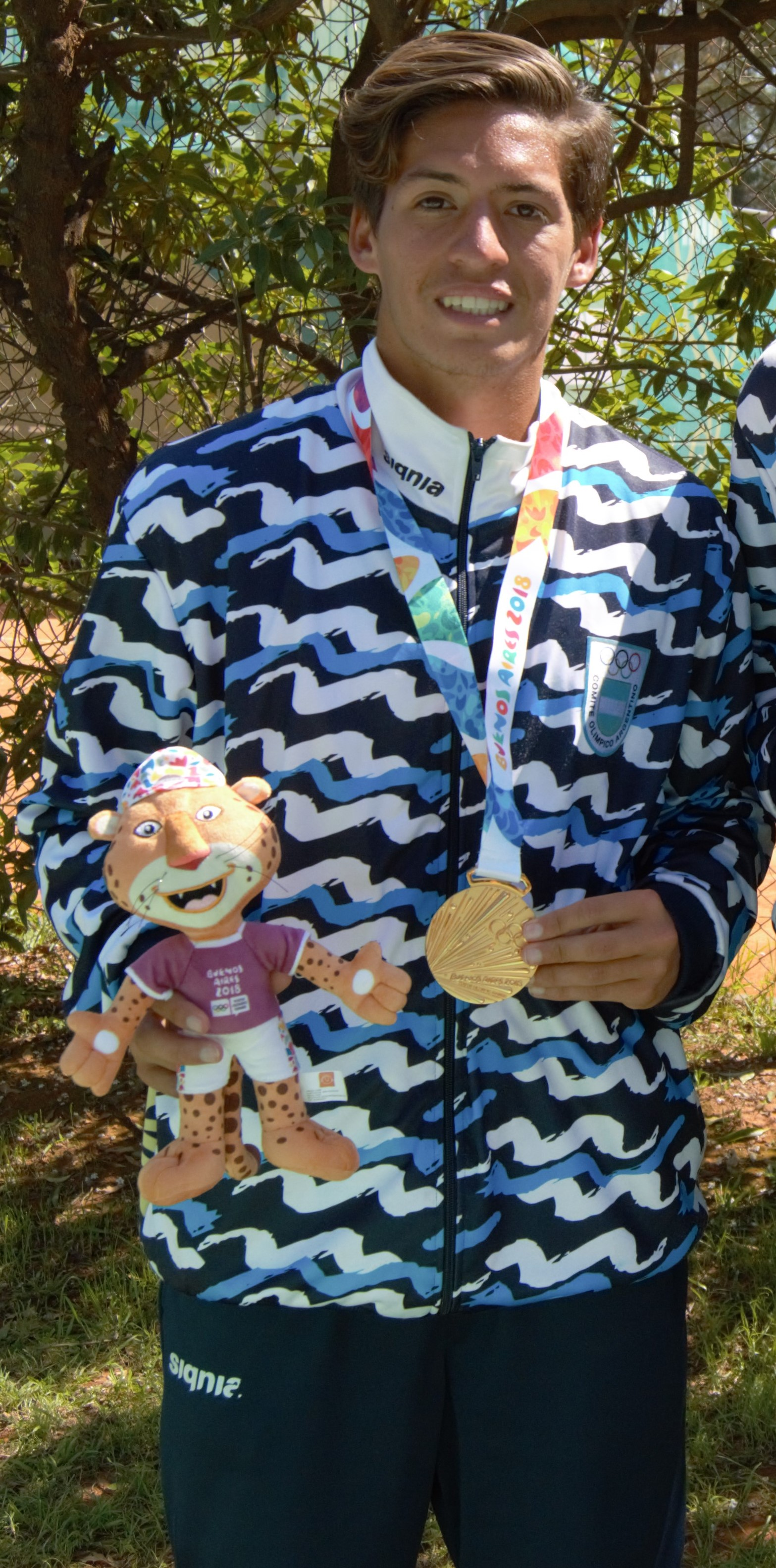
Baez con la medaglia d'oro ai Giochi olimpici giovanili del 2018

### Juniores
Fa il suo esordio nell'ITF Junior Circuit nel 2014 e l'anno dopo vince il primo titolo in singolare in un torneo di Grade 5. I primi buoni risultati nei tornei maggiori arrivano nel 2017, con la semifinale all'Orange Bowl, i quarti di finale agli US Open e il 4º posto nel prestigioso ITF Junior Masters. Nel marzo 2018 vince i primi titoli in un torneo di Grade A al Campeonato Internacional Juvenil de Tenis de Porto Alegre, dove si impone in singolare e in doppio, e la settimana dopo raggiunge per la prima volta la vetta della classifica mondiale juniores.
A maggio perde la finale al Trofeo Bonfiglio contro Adrian Andreev, il mese dopo raggiunge la finale anche al Roland Garros juniores e cede in tre set a Tseng Chun-hsin, mentre nel torneo di doppio viene eliminato in semifinale. Sempre in doppio a settembre perde la semifinale anche agli US Open e a ottobre conquista la medaglia d'oro ai Giochi olimpici giovanili in coppia con Facundo Diaz Acosta. Quello stesso mese chiude la sua esperienza tra gli juniores dopo aver vinto in totale sei titoli in singolare e quattro in doppio.

### 2016-2019, inizi da professionista e primi titoli ITF
La sua prima apparizione tra i professionisti risale al maggio 2016, quando viene eliminato in singolare al primo turno di qualificazione al torneo ITF Futures Argentina F7. Supera le qualificazioni la settimana successiva all'Argentina F8 e viene sconfitto al primo turno del tabellone principale. Impegnato nei tornei juniores, nei primi due anni gioca saltuariamente. Nell'ottobre 2017 con una wildcard debutta nel circuito Challenger con una sconfitta al primo turno a Buenos Aires. L'esordio in doppio avviene nell'aprile 2018 al Futures Turkey F13, raggiunge subito la sua prima finale da professionista e viene sconfitto in coppia con Juan Pablo Paz. Inizia a giocare con continuità nel 2019 e in aprile alza il primo trofeo battendo Agustin Velotti nella finale di un torneo ITF M15 di Buenos Aires. Nel corso della stagione si aggiudicherà altri tre titoli ITF in singolare; a novembre vince i suoi primi due incontri nei Challenger a Montevideo e viene eliminato al terzo turno da Facundo Bagnis.

### 2020-2021, primi sei titoli Challenger e top 100
Nel 2020 vince un solo titolo ITF in singolare, a novembre arriva per la prima volta nei quarti di finale in un Challenger e raggiunge il suo miglior ranking a fine stagione, in 309ª posizione. Dirada le presenze in doppio ma in settembre vince il primo titolo di specialità a un ITF M25 di Praga. All'esordio nel 2021 a febbraio vince a Concepción il primo titolo Challenger, non perde alcun set contro Daniel Elahi Galán, Hugo Dellien e Andrej Martin, e in finale supera Francisco Cerúndolo con il punteggio di 6-3, 6-7, 7-6. Con questo risultato fa un balzo di 58 posizioni nel ranking e si piazza alla 254ª. Una settimana dopo fa la sua prima esperienza nel circuito maggiore a Buenos Aires e viene eliminato nelle qualificazioni. Le supera invece al successivo ATP di Santiago e viene sconfitto al primo turno da Holger Rune. Si prende subito la rivincita sul giovane danese al primo turno del Santiago Challenger, raggiunge la finale e vince il secondo titolo di categoria battendo in finale Marcelo Tomás Barrios Vera.
A maggio si aggiudica un altro titolo Challenger allo Zagreb Open con il successo in finale su Juan Pablo Varillas, e a fine torneo fa il suo ingresso nella top 200 del ranking. Fa la prima esperienza in una prova del Grande Slam al Roland Garros e viene eliminato al primo incontro di qualificazione. A giugno perde per la prima volta una finale Challenger a Bratislava contro Tallon Griekspoor. Eliminato nelle qualificazioni a Wimbledon, le supera (come lucky loser) in luglio all'ATP 500 di Amburgo si ritira prima dell'incontro di secondo turno dopo essere stato trovato positivo a un test sul COVID-19.
Torna a giocare dopo quasi un mese e sfiora la qualificazione agli US Open, sconfitto 8-6 nel tie-break del terzo set nell'incontro decisivo da Christopher Eubanks. Tra settembre e ottobre raggiunge altre quattro finali Challenger, perde quelle di Kiev e del Santiago II e vince quelle del Santiago III e di Buenos Aires, sconfiggendo rispettivamente Felipe Meligeni Alves e Thiago Monteiro. Questi risultati gli valgono il nuovo best ranking alla 112ª posizione. A novembre prende parte alle Next Generation ATP Finals, nel Round Robin si impone su Lorenzo Musetti e Hugo Gaston e viene sconfitto da Sebastian Korda; accede così alla semifinale e perde in tre set contro Carlos Alcaraz, che si aggiudicherà il titolo. Nella finale del successivo Challenger di Campinas supera nuovamente Monteiro, vince il sesto titolo stagionale di categoria e il giorno dopo entra per la prima volta nella top 100.

### 2022, primo titolo ATP e 31º nel ranking

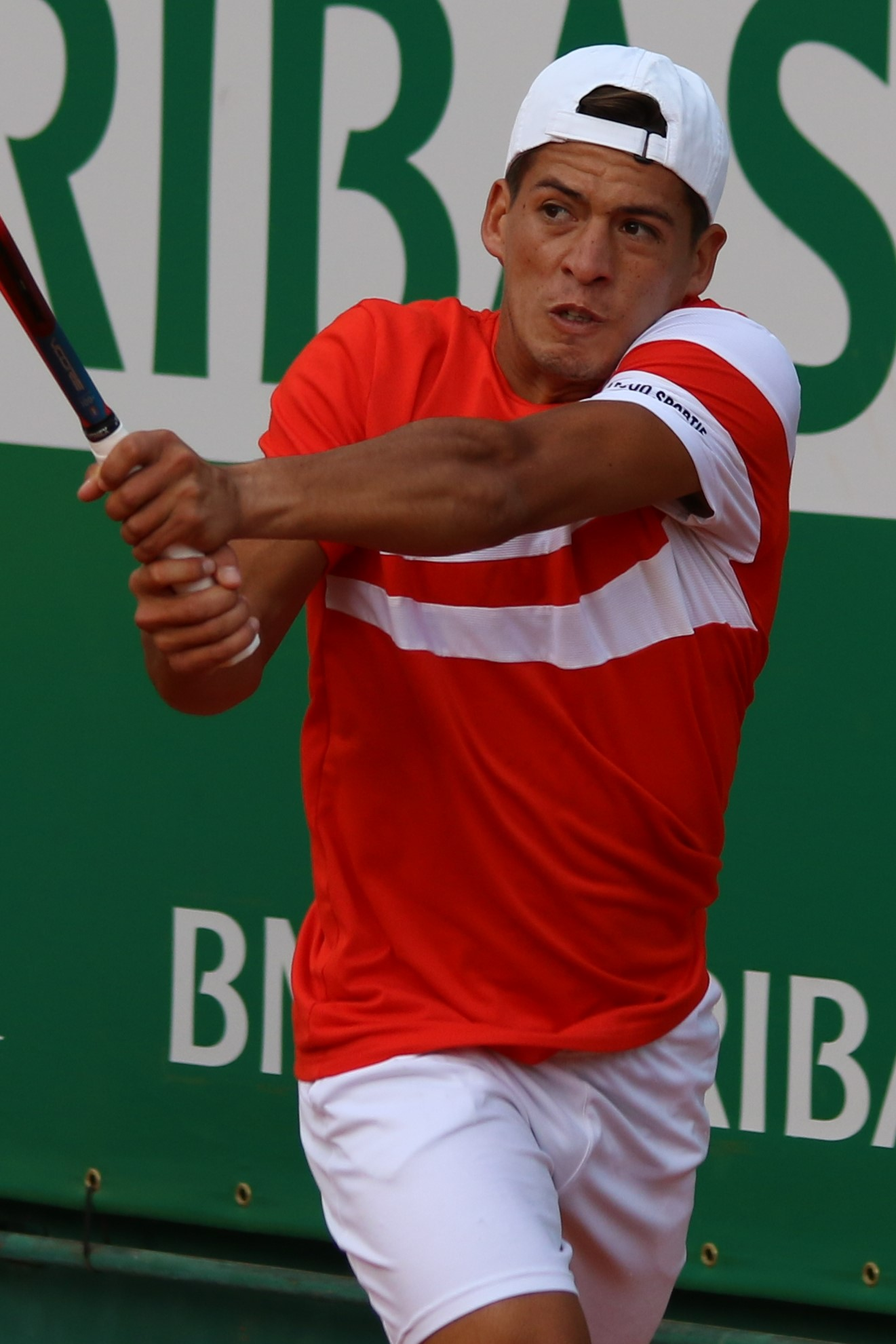
Baez al Masters di Monte Carlo 2022

All'inizio del 2022 continua l'ascesa in classifica prendendo parte ai primi tornei ATP stagionali. Supera le qualificazioni sia al Melbourne Summer Set – uscendo poi al primo turno per mano di Emil Ruusuvuori – che a Sydney, dove raggiunge il secondo turno e viene sconfitto da Lorenzo Sonego. Affronta gli Australian Open come 88º nel ranking mondiale, non deve quindi passare per le qualificazioni e al suo esordio assoluto in una prova del Grande Slam sconfigge in 5 set il nº 44 ATP Albert Ramos Viñolas, al secondo turno cede al quarto set al nº 4 del mondo Stefanos Tsitsipas. A Córdoba raggiunge per la prima volta i quarti di finale in un torneo ATP, supera ai primi turni Fernando Verdasco e il nº 18 del ranking Cristian Garín e viene sconfitto a sorpresa da Alejandro Tabilo. Nella sua Buenos Aires viene nuovamente eliminato al secondo turno da Sonego e a fine torneo si trova al 72º posto mondiale, nuovo best ranking. A fine febbraio disputa al Chile Open la prima finale nel circuito maggiore, supera nuovamente Ramos Viñolas in semifinale e nell'incontro che assegna il titolo viene sconfitto da Pedro Martínez con il punteggio di 6-4, 4-6, 4-6. Con questo risultato guadagna 18 posizioni nel ranking e raggiunge la 60ª.
La settimana successiva fa il suo esordio nella squadra argentina di Coppa Davis e sconfigge Jiří Lehečka nella sfida vinta 4-0 contro la Repubblica Ceca. Disputa i suoi primi incontri in carriera in tornei Masters 1000 a Indian Wells e a Miami e viene eliminato in entrambi al primo turno. Supera le qualificazioni al Masters di Monte Carlo battendo Cecchinato e Majchrzak e perde in tre set al primo turno contro Carreño Busta. Dopo un'altra eliminazione al primo turno a Barcellona, il 1º maggio conquista il primo titolo nel circuito maggiore all'Estoril; supera nell'ordine Sousa, Čilić, Gasquet e in semifinale il campione uscente Ramos-Viñolas. Nell'incontro decisivo ha la meglio con il punteggio di 6-3, 6-2 sul nº 29 del mondo Frances Tiafoe, e a fine torneo porta il best ranking alla 40ª posizione. Eliminato dal nº 3 del mondo Alexander Zverev al secondo turno agli Internazionali d'Italia, perde 5-7 il set decisivo contro Cameron Norrie nei quarti di finale a Lione.
Fa il suo esordio assoluto al Roland Garros battendo Dušan Lajović e viene poi eliminato al quinto set da Zverev dopo aver vinto i primi due parziali. Con questi risultati porta il best ranking al 34º posto. Esce al secondo turno anche nei tornei sull'erba di Maiorca e di Wimbledon. Disputa la sua terza finale ATP in carriera al successivo ATP 250 di Båstad dopo i successi su Fognini, Davidovich Fokina, su un ritrovato Thiem nei quarti e concedendo solo 6 giochi in semifinale al nº 8 del mondo Rublëv, nella sua prima vittoria su un top 10. Nell'incontro che assegna il titolo cede a Francisco Cerúndolo per 6-7, 2-6, risultato con cui sale alla 31ª posizione mondiale. Nei mesi successivi viene sempre eliminato al turno di esordio nei tornei ATP e perde inoltre i tre incontri giocati nella fase a gruppi delle finali di Coppa Davis.

### 2023, tre titoli ATP e top 30
Dopo altre tre sconfitte nei primi tornei stagionali, tra cui gli Australian Open, a febbraio vince il secondo titolo ATP a Córdoba con il successo in finale al terzo set su Federico Coria. A fine mese si spinge fino ai quarti all'ATP 500 di Rio de Janeiro e la settimana successiva viene eliminato in semifinale a Santiago del Cile. Raggiunge per la prima volta il terzo turno in un Masters 1000 al Indian Wells. Dà inizio alla trasferta europea spingendosi fino ai quarti all'Estoril, risultato con cui porta il best ranking alla 30ª posizione. Raggiunge il terzo turno anche al Masters di Madrid, la semifinale al Challenger 175 di Torino e i quarti all'ATP di Lione. Arriva quindi una serie di risultati negativi e perde diverse posizioni nel ranking.
Si sblocca a inizio agosto vincendo il titolo a Kitzbühel, dove in semifinale elimina la testa di serie nº 1 Tomás Martín Etcheverry e in finale concede 4 soli giochi a Dominic Thiem. Torna in campo dopo due settimane a Winston-Salem e subito si aggiudica un altro titolo ATP – il primo sul cemento – sconfigge in semifinale la testa di serie nº 1 Borna Ćorić e in finale ha la meglio su Jiří Lehečka con il punteggio di 6-4, 6-3. Batte di nuovo Ćorić al primo turno degli US Open e si spinge per la prima volta fino al terzo turno in uno Slam; la sua striscia di 12 vittorie consecutive finisce dopo tre set contro il futuro finalista Daniil Medvedev, a fine torneo porta il best ranking alla 28ª posizione e a fine settembre sale alla 27ª. Non consegue risultati significativi nel finale di stagione.

### 2024, due titoli ATP e top 20
Raggiunge per la prima volta il terzo turno agli Australian Open, raccoglie solo 4 giochi contro il vincitore del torneo Jannik Sinner e si porta al 25º posto mondiale. Inizia la trasferta sudamericana al Córdoba Open, dove era campione uscente, e viene sconfitto in semifinale dalla sorpresa del torneo Luciano Darderi, mentre esce nei quarti a Buenos Aires. Riprende a salire in classifica aggiudicandosi il primo titolo ATP 500 in carriera a Rio de Janeiro, dove ha la meglio in semifinale su Francisco Cerúndolo e concede tre soli giochi in finale a Mariano Navone. Si ripete la settimana successiva a Santiago del Cile sconfiggendo in rimonta Alejandro Tabilo in finale. Questa serie di risultati lo porta al 19º posto del ranking, nel quale per la prima volta figura al primo posto tra i sudamericani. Vince in totale due incontri nei cinque tornei successivi, tra i quali i primi quattro Masters 1000 stagionali. Al terzo turno degli Internazionali d'Italia sconfigge il nº 12 del mondo Holger Rune ed esce di scena al turno successivo.
Al Geneva Open perde nei quarti di finale contro il vincitore del torneo Casper Ruud in tre set, per la prima volta raggiunge il secondo turno all'Open di Francia e il 24 giugno sale al 18º posto mondiale. Eliminato al turno di esordio in tutti i tornei di singolare sull'erba, raggiunge per la prima volta il terzo turno in doppio a Wimbledon ed entra nella top 200. Perde in semifinale all'ATP 500 di Amburgo contro Arthur Fils. Fa il suo esordio olimpico ai Giochi di Parigi ed esce al terzo turno per mano di Stefanos Tsitsipas. Nei tornei americani di fine estate non va oltre il secondo turno. Nella fase a gruppi delle finali di Coppa Davis perde l'unico incontro disputato, ma l'Argentina si qualifica comunque per i quarti di finale. Perde i restanti cinque match disputati in stagione, compreso quello contro Sinner nella sfida persa contro l'Italia nei quarti di Coppa Davis.

### 2025, un titolo ATP
Perde anche i primi due incontri stagionali sul cemento, compreso quello di esordio agli Australian Open, ed esce dalla top 30. Torna a mettersi in luce sulla terra battuta raggiungendo le due finali consecutive nei tornei che aveva vinto nel 2024, si conferma campione all'ATP 500 del Rio Open con la vittoria su Alexandre Müller, al quale lascia solo cinque giochi, e perde a sorpresa quella al Chile Open contro il nº 103 ATP Laslo Đere, che si impone in tre set. Sconfitto al primo turno all'Indian Wells Open e al Miami Open, perde la finale al Romanian Open contro Flavio Cobolli. Nei successivi sette tornei su terra battuta colleziona in totale un sola vittoria al turno di esordio e a giugno scende alla 39ª posizione mondiale, la peggiore da agosto 2023.

## Statistiche

### Singolare

#### Vittorie (7)
| Legenda              |
| Grande Slam (0)      |
| ATP Finals (0)       |
| ATP Masters 1000 (0) |
| ATP Tour 500 (2)     |
| ATP Tour 250 (5)     |

| N. | Data             | Torneo                            | Superficie  | Avversario in finale | Punteggio     |
| 1. | 1º maggio 2022   | Estoril Open, Estoril             | Terra rossa | Frances Tiafoe       | 6–3, 6–2      |
| 2. | 12 febbraio 2023 | Córdoba Open, Córdoba             | Terra rossa | Federico Coria       | 6–1, 3–6, 6–3 |
| 3. | 5 agosto 2023    | Austrian Open, Kitzbühel          | Terra rossa | Dominic Thiem        | 6–3, 6–1      |
| 4. | 26 agosto 2023   | Winston-Salem Open, Winston-Salem | Cemento     | Jiří Lehečka         | 6–4, 6–3      |
| 5. | 25 febbraio 2024 | Rio Open, Rio de Janeiro          | Terra rossa | Mariano Navone       | 6–2, 6–1      |
| 6. | 3 marzo 2024     | Chile Open, Santiago              | Terra rossa | Alejandro Tabilo     | 3–6, 6–0, 6–4 |
| 7. | 23 febbraio 2025 | Rio Open, Rio de Janeiro (2)      | Terra rossa | Alexandre Müller     | 6–2, 6–3      |

#### Finali perse (4)
| Legenda              |
| Grande Slam (0)      |
| ATP Finals (0)       |
| ATP Masters 1000 (0) |
| ATP Tour 500 (0)     |
| Atp Tour 250 (4)     |

| N. | Data             | Torneo                  | Superficie  | Avversario in finale | Punteggio     |
| 1. | 27 febbraio 2022 | Chile Open, Santiago    | Terra rossa | Pedro Martínez       | 6–4, 4–6, 4–6 |
| 2. | 17 luglio 2022   | Swedish Open, Båstad    | Terra rossa | Francisco Cerúndolo  | 6(4)–7, 2–6   |
| 3. | 2 marzo 2025     | Chile Open, Santiago    | Terra rossa | Laslo Đere           | 4–6, 6–3, 5–7 |
| 4. | 6 aprile 2025    | Romanian Open, Bucarest | Terra rossa | Flavio Cobolli       | 4–6, 4–6      |

### Tornei minori

#### Singolare

##### Vittorie (11)
| Legenda tornei minori |
| Challenger (6)        |
| ITF (5)               |

| N.  | Data             | Torneo                                      | Superficie  | Avversario in finale       | Punteggio          |
| 1.  | 5 maggio 2019    | M15 Buenos Aires, Buenos Aires              | Terra rossa | Agustin Velotti            | 6–4, 6–0           |
| 2.  | 23 giugno 2019   | M15 Tabarka, Tabarka                        | Terra rossa | Alexander Weis             | 6–2, 6–4           |
| 3.  | 28 luglio 2019   | M15 Tabarka, Tabarka                        | Terra rossa | Alexander Weis             | 6–2, 6–2           |
| 4.  | 13 ottobre 2019  | M25 Rio de Janeiro, Rio de Janeiro          | Terra rossa | Tomás Martín Etcheverry    | 4–6, 6–4, 4–1 rit. |
| 5.  | 2 febbraio 2020  | M15 Monastir, Monastir                      | Cemento     | Gauthier Onclin            | 6–1, 6–2           |
| 6.  | 21 febbraio 2021 | Challenger Concepción, Concepción           | Terra rossa | Francisco Cerúndolo        | 6–1, 6–2           |
| 7.  | 21 marzo 2021    | Santiago Challenger, Santiago del Cile      | Terra rossa | Marcelo Tomás Barrios Vera | 6–3, 7–6(4)        |
| 8.  | 16 maggio 2021   | Zagreb Open, Zagabria                       | Terra rossa | Juan Pablo Varillas        | 3–6, 6–3, 6–1      |
| 9.  | 17 ottobre 2021  | Santiago Challenger III, Santiago del Cile  | Terra rossa | Felipe Meligeni Alves      | 3–6, 7–6(6), 6–1   |
| 10. | 24 ottobre 2021  | Challenger de Buenos Aires, Buenos Aires    | Terra rossa | Thiago Monteiro            | 6–4, 6–0           |
| 11. | 21 novembre 2021 | Campeonato Internacional de Tênis, Campinas | Terra rossa | Thiago Monteiro            | 6–1, 6–4           |

##### Finali perse (6)
| Legenda tornei minori |
| Challenger (3)        |
| ITF (3)               |

| N. | Data              | Torneo                                    | Superficie  | Avversario in finale  | Punteggio     |
| 1. | 21 luglio 2019    | M15 Tabarka, Tabarka                      | Terra rossa | Enrico Dalla Valle    | 6–3, 4–6, 4–6 |
| 2. | 6 ottobre 2019    | M15 Santiago, Santiago del Cile           | Terra rossa | Juan Manuel Cerúndolo | 1–6, 6–2, 3–6 |
| 3. | 20 settembre 2020 | M25 Prague, Praga                         | Terra rossa | Jiří Lehečka          | 6–3, 3–6, 4–6 |
| 4. | 13 giugno 2021    | Bratislava Open, Bratislava               | Terra rossa | Tallon Griekspoor     | 6(8)–7, 3–6   |
| 5. | 12 settembre 2021 | Kyiv Open, Kiev                           | Terra rossa | Franco Agamenone      | 5–7, 2–6      |
| 6. | 10 ottobre 2021   | Santiago Challenger II, Santiago del Cile | Terra rossa | Juan Pablo Varillas   | 4–6, 5–7      |

## Risultati in progressione
| V | F | SF | QF | #T | RR | Q# | A | Z# | PO | O | F-A | SF-B | ND |

(V) Torneo vinto; raggiunto (F) finale, (SF) semifinale, (QF) quarti di finale, (#T) turni 4, 3, 2, 1; (RR) round - robin; (Q#) Turno di qualificazione; (A) assente dal torneo; (Z#) Zona gruppo Coppa Davis/Fed Cup (con indicazione numero); (PO) play-off Coppa Davis o Fed Cup; vinto un (O) oro, (F-A) argento o (SF-B) bronzo ai Giochi Olimpici; (ND) torneo non disputato.
Aggiornati a fine ATP Tour 2023.

### Singolare
| Tornei               | 2021  | 2022          | 2023          | 2024  | Titoli | V–S    |
| -------------------- | ----- | ------------- | ------------- | ----- | ------ | ------ |
| Tornei Grande Slam   |       |               |               |       |        |        |
| Australian Open      | A     | 2T            | 1T            | 3T    | 0 / 3  | 3–3    |
| Open di Francia      | Q1    | 2T            | 1T            | 2T    | 0 / 3  | 2–3    |
| Wimbledon            | Q1    | 2T            | 1T            |       | 0 / 2  | 1–2    |
| US Open              | Q3    | 1T            | 3T            |       | 0 / 2  | 2–2    |
| Vittorie-Sconfitte   | 0–0   | 3–4           | 2–4           | 3–2   | 0 / 10 | 8–10   |
| Nazionale            |       |               |               |       |        |        |
| Giochi Olimpici      | A     | Non disputati | Non disputati |       | 0 / 0  | 0–0    |
| Coppa Davis          | A     | PO            | A             |       | 0 / 0  | 2–0    |
| ATP Cup              | A     | A             | ND            | ND    | 0 / 0  | 0–0    |
| United Cup           | ND    | ND            | A             | A     | 0 / 0  | 0–0    |
| Vittorie-Sconfitte   | 0–0   | 1–0           | 0–0           | 1–0   | 0 / 0  | 2–0    |
| Statistiche Carriera |       |               |               |       |        |        |
|                      | 2021  | 2022          | 2023          | 2024  | Totale | Totale |
| Titoli / Finali      | 0 / 0 | 1 / 3         | 3 / 3         | 2 / 2 | 6 / 8  | 6 / 8  |
| Totale V–S           | 3–3   | 26–30         | 31–26         | 22–12 | 82–71  | 82–71  |
| Ranking fine anno    | 99    | 43            | 28            |       |        |        |

## Vittorie contro giocatori top 10
| Stagione | 2022 | 2023 | 2024 | Totale |
| Vittorie | 1    | 0    | 0    | 1      |

| #    | Giocatore     | Rank | Torneo               | Superficie | Turno | Punteggio |
| ---- | ------------- | ---- | -------------------- | ---------- | ----- | --------- |
| 2022 |               |      |                      |            |       |           |
| 1.   | Andrej Rublëv | 8    | Swedish Open, Båstad | Terra      | SF    | 6–2, 6–4  |